# Liste der Nummer-eins-Hits in den USA (1976)
Dies ist eine Liste der Nummer-eins-Hits in den von Billboard ermittelten Charts in den USA (Hot 100) im Jahr 1976. In diesem Jahr gab es siebenundzwanzig Nummer-eins-Singles und elf Nummer-eins-Alben.

## Singles
| ← 1975 ← | Liste der Nummer-eins-Hits in den USA | Liste der Nummer-eins-Hits in den USA | Liste der Nummer-eins-Hits in den USA                                                                                | 1977 →                    |
| \| Zeitraum \| Wo. ges. \| Interpret \| Titel Autor(en) \| Zusätzliche Informationen \| \| (Zeitraum, Wochen auf Platz eins, Interpret, Titel, Autor[en], zusätzliche Informationen) \| \| \| \| \| \| ----------------------------------------------------------------------------------------- \| -------- \| ---------------------------------- \| ----------------------------------------------------------------------------------------------------------------------- \| ------------------------- \| \| 27. Dezember 1975 – 2. Januar 1976 1 Woche (insgesamt 1) \| 1 \| The Staple Singers \| Let’s Do It Again[1] Curtis Mayfield \| - \| \| 3. Januar 1976 – 9. Januar 1976 1 Woche (insgesamt 1) \| 1 \| Bay City Rollers \| Saturday Night[2] Bill Martin, Phil Coulter \| - \| \| 10. Januar 1976 – 16. Januar 1976 1 Woche (insgesamt 1) \| 1 \| C. W. McCall \| Convoy[3] C. W. McCall, Chip Davis \| - \| \| 17. Januar 1976 – 23. Januar 1976 1 Woche (insgesamt 1) \| 1 \| Barry Manilow \| I Write the Songs[4] Bruce Johnston \| - \| \| 24. Januar 1976 – 30. Januar 1976 1 Woche (insgesamt 1) \| 1 \| Diana Ross \| Theme from Mahogany (Do You Know Where You’re Going To)[5] Michael Masser, Gerry Goffin \| - \| \| 31. Januar 1976 – 6. Februar 1976 1 Woche (insgesamt 1) \| 1 \| Ohio Players \| Love Rollercoaster[6] James Williams, Clarence Satchell, Leroy Bonner, Marshall Jones, Ralph Middlebrooks, William Beck \| - \| \| 7. Februar 1976 – 27. Februar 1976 3 Wochen (insgesamt 3) \| 3 \| Paul Simon \| 50 Ways to Leave Your Lover[7] Paul Simon \| - \| \| 28. Februar 1976 – 5. März 1976 1 Woche (insgesamt 1) \| 1 \| Rhythm Heritage \| Theme from S.W.A.T.[8] Barry De Vorzon \| - \| \| 6. März 1976 – 12. März 1976 1 Woche (insgesamt 1) \| 1 \| The Miracles \| Love Machine[9] Billy Griffin, Warren „Pete“ Moore \| - \| \| 13. März 1976 – 2. April 1976 3 Wochen (insgesamt 3) \| 3 \| The Four Seasons \| December, 1963 (Oh, What a Night)[10] Bob Gaudio, Judy Parker \| - \| \| 3. April 1976 – 30. April 1976 4 Wochen (insgesamt 4) \| 4 \| Johnnie Taylor \| Disco Lady[11] Harvey Scales, Albert Vance, Don Davis \| - \| \| 1. Mai 1976 – 7. Mai 1976 1 Woche (insgesamt 1) \| 1 \| Bellamy Brothers \| Let Your Love Flow[12] Larry E. Williams \| - \| \| 8. Mai 1976 – 14. Mai 1976 1 Woche (insgesamt 1) \| 1 \| John Sebastian \| Welcome Back[13] John Sebastian \| - \| \| 15. Mai 1976 – 21. Mai 1976 1 Woche (insgesamt 1) \| 1 \| The Sylvers \| Boogie Fever[14] Freddie Perren, Kenneth St. Lewis \| - \| \| 22. Mai 1976 – 28. Mai 1976 1 Woche (insgesamt 5) \| 5 \| Wings \| Silly Love Songs[15] Paul McCartney \| - \| \| 29. Mai 1976 – 11. Juni 1976 2 Wochen (insgesamt 2) \| 2 \| Diana Ross \| Love Hangover[16] Pam Sawyer, Marilyn McLeod \| - \| \| 12. Juni 1976 – 9. Juli 1976 4 Wochen (insgesamt 5) \| 5 \| Wings \| Silly Love Songs Paul McCartney \| - \| \| 10. Juli 1976 – 23. Juli 1976 2 Wochen (insgesamt 2) \| 2 \| Starland Vocal Band \| Afternoon Delight[17] Bill Danoff \| - \| \| 24. Juli 1976 – 6. August 1976 2 Wochen (insgesamt 2) \| 2 \| The Manhattans \| Kiss and Say Goodbye[18] Winfred Lovett \| - \| \| 7. August 1976 – 3. September 1976 4 Wochen (insgesamt 4) \| 4 \| Elton John & Kiki Dee \| Don’t Go Breaking My Heart[19] Ann Orson, Carte Blanche \| - \| \| 4. September 1976 – 10. September 1976 1 Woche (insgesamt 1) \| 1 \| Bee Gees \| You Should Be Dancing[20] Barry Gibb, Maurice Gibb, Robin Gibb \| - \| \| 11. September 1976 – 17. September 1976 1 Woche (insgesamt 1) \| 1 \| KC & The Sunshine Band \| (Shake, Shake, Shake) Shake Your Booty[21] Harry Wayne Casey, Richard Finch \| - \| \| 18. September 1976 – 8. Oktober 1976 3 Wochen (insgesamt 3) \| 3 \| Wild Cherry \| Play That Funky Music[22] Rob Parissi \| - \| \| 9. Oktober 1976 – 15. Oktober 1976 1 Woche (insgesamt 1) \| 1 \| Walter Murphy & The Big Apple Band \| A Fifth of Beethoven[23] Ludwig van Beethoven, Walter Murphy \| - \| \| 16. Oktober 1976 – 22. Oktober 1976 1 Woche (insgesamt 1) \| 1 \| Rick Dees & His Cast Of Idiots \| Disco Duck[24] Rick Dees \| - \| \| 23. Oktober 1976 – 5. November 1976 2 Wochen (insgesamt 2) \| 2 \| Chicago \| If You Leave Me Now[25] Peter Cetera \| - \| \| 6. November 1976 – 12. November 1976 1 Woche (insgesamt 1) \| 1 \| Steve Miller \| Rock’n Me[26] Steve Miller \| - \| \| 13. November 1976 – 7. Januar 1977 8 Wochen (insgesamt 8) \| 8 \| Rod Stewart \| Tonight’s the Night (Gonna Be Alright)[27] Rod Stewart \| - \| |                                       |                                       | |                           |
| ← 1975 |                                       |                                       | | → 1977 →                  |
| Zeitraum | Wo. ges.                              | Interpret                             | Titel Autor(en) | Zusätzliche Informationen |
| (Zeitraum, Wochen auf Platz eins, Interpret, Titel, Autor[en], zusätzliche Informationen) |                                       |                                       | |                           |
| 27. Dezember 1975 – 2. Januar 1976 1 Woche (insgesamt 1) | 1                                     | The Staple Singers                    | Let’s Do It Again Curtis Mayfield                                                                                    | -                         |
| 3. Januar 1976 – 9. Januar 1976 1 Woche (insgesamt 1) | 1                                     | Bay City Rollers                      | Saturday Night Bill Martin, Phil Coulter                                                                             | -                         |
| 10. Januar 1976 – 16. Januar 1976 1 Woche (insgesamt 1) | 1                                     | C. W. McCall                          | Convoy C. W. McCall, Chip Davis                                                                                      | -                         |
| 17. Januar 1976 – 23. Januar 1976 1 Woche (insgesamt 1) | 1                                     | Barry Manilow                         | I Write the Songs Bruce Johnston                                                                                     | -                         |
| 24. Januar 1976 – 30. Januar 1976 1 Woche (insgesamt 1) | 1                                     | Diana Ross                            | Theme from Mahogany (Do You Know Where You’re Going To) Michael Masser, Gerry Goffin                                 | -                         |
| 31. Januar 1976 – 6. Februar 1976 1 Woche (insgesamt 1) | 1                                     | Ohio Players                          | Love Rollercoaster James Williams, Clarence Satchell, Leroy Bonner, Marshall Jones, Ralph Middlebrooks, William Beck | -                         |
| 7. Februar 1976 – 27. Februar 1976 3 Wochen (insgesamt 3) | 3                                     | Paul Simon                            | 50 Ways to Leave Your Lover Paul Simon                                                                               | -                         |
| 28. Februar 1976 – 5. März 1976 1 Woche (insgesamt 1) | 1                                     | Rhythm Heritage                       | Theme from S.W.A.T. Barry De Vorzon                                                                                  | -                         |
| 6. März 1976 – 12. März 1976 1 Woche (insgesamt 1) | 1                                     | The Miracles                          | Love Machine Billy Griffin, Warren „Pete“ Moore                                                                      | -                         |
| 13. März 1976 – 2. April 1976 3 Wochen (insgesamt 3) | 3                                     | The Four Seasons                      | December, 1963 (Oh, What a Night) Bob Gaudio, Judy Parker                                                            | -                         |
| 3. April 1976 – 30. April 1976 4 Wochen (insgesamt 4) | 4                                     | Johnnie Taylor                        | Disco Lady Harvey Scales, Albert Vance, Don Davis                                                                    | -                         |
| 1. Mai 1976 – 7. Mai 1976 1 Woche (insgesamt 1) | 1                                     | Bellamy Brothers                      | Let Your Love Flow Larry E. Williams                                                                                 | -                         |
| 8. Mai 1976 – 14. Mai 1976 1 Woche (insgesamt 1) | 1                                     | John Sebastian                        | Welcome Back John Sebastian                                                                                          | -                         |
| 15. Mai 1976 – 21. Mai 1976 1 Woche (insgesamt 1) | 1                                     | The Sylvers                           | Boogie Fever Freddie Perren, Kenneth St. Lewis                                                                       | -                         |
| 22. Mai 1976 – 28. Mai 1976 1 Woche (insgesamt 5) | 5                                     | Wings                                 | Silly Love Songs Paul McCartney                                                                                      | -                         |
| 29. Mai 1976 – 11. Juni 1976 2 Wochen (insgesamt 2) | 2                                     | Diana Ross                            | Love Hangover Pam Sawyer, Marilyn McLeod                                                                             | -                         |
| 12. Juni 1976 – 9. Juli 1976 4 Wochen (insgesamt 5) | 5                                     | Wings                                 | Silly Love Songs Paul McCartney                                                                                      | -                         |
| 10. Juli 1976 – 23. Juli 1976 2 Wochen (insgesamt 2) | 2                                     | Starland Vocal Band                   | Afternoon Delight Bill Danoff                                                                                        | -                         |
| 24. Juli 1976 – 6. August 1976 2 Wochen (insgesamt 2) | 2                                     | The Manhattans                        | Kiss and Say Goodbye Winfred Lovett                                                                                  | -                         |
| 7. August 1976 – 3. September 1976 4 Wochen (insgesamt 4) | 4                                     | Elton John & Kiki Dee                 | Don’t Go Breaking My Heart Ann Orson, Carte Blanche                                                                  | -                         |
| 4. September 1976 – 10. September 1976 1 Woche (insgesamt 1) | 1                                     | Bee Gees                              | You Should Be Dancing Barry Gibb, Maurice Gibb, Robin Gibb                                                           | -                         |
| 11. September 1976 – 17. September 1976 1 Woche (insgesamt 1) | 1                                     | KC & The Sunshine Band                | (Shake, Shake, Shake) Shake Your Booty Harry Wayne Casey, Richard Finch                                              | -                         |
| 18. September 1976 – 8. Oktober 1976 3 Wochen (insgesamt 3) | 3                                     | Wild Cherry                           | Play That Funky Music Rob Parissi                                                                                    | -                         |
| 9. Oktober 1976 – 15. Oktober 1976 1 Woche (insgesamt 1) | 1                                     | Walter Murphy & The Big Apple Band    | A Fifth of Beethoven Ludwig van Beethoven, Walter Murphy                                                             | -                         |
| 16. Oktober 1976 – 22. Oktober 1976 1 Woche (insgesamt 1) | 1                                     | Rick Dees & His Cast Of Idiots        | Disco Duck Rick Dees                                                                                                 | -                         |
| 23. Oktober 1976 – 5. November 1976 2 Wochen (insgesamt 2) | 2                                     | Chicago                               | If You Leave Me Now Peter Cetera                                                                                     | -                         |
| 6. November 1976 – 12. November 1976 1 Woche (insgesamt 1) | 1                                     | Steve Miller                          | Rock’n Me Steve Miller                                                                                               | -                         |
| 13. November 1976 – 7. Januar 1977 8 Wochen (insgesamt 8) | 8                                     | Rod Stewart                           | Tonight’s the Night (Gonna Be Alright) Rod Stewart                                                                   | -                         |

## Alben
| ← 1975 ← | Liste der Nummer-eins-Alben in den USA | Liste der Nummer-eins-Alben in den USA | Liste der Nummer-eins-Alben in den USA | 1977 →                    |
| \| Zeitraum \| Wo. ges. \| Interpret \| Titel \| Zusätzliche Informationen \| \| (Zeitraum, Wochen auf Platz eins, Interpret, Titel, zusätzliche Informationen) \| \| \| \| \| \| ------------------------------------------------------------------------------ \| -------- \| ------------------ \| --------------------------------------- \| ------------------------- \| \| 27. Dezember 1975 – 16. Januar 1976 3 Wochen (insgesamt 5) \| 5 \| Chicago \| Chicago IX: Chicago's Greatest Hits[28] \| - \| \| 17. Januar 1976 – 6. Februar 1976 3 Wochen (insgesamt 3) \| 3 \| Earth, Wind & Fire \| Gratitude[29] \| - \| \| 7. Februar 1976 – 12. März 1976 5 Wochen (insgesamt 5) \| 5 \| Bob Dylan \| Desire[30] \| - \| \| 13. März 1976 – 9. April 1976 4 Wochen (insgesamt 5) \| 5 \| Eagles \| Their Greatest Hits (1971–1975)[31] \| - \| \| 10. April 1976 – 16. April 1976 1 Woche (insgesamt 10) \| 10 \| Peter Frampton \| Frampton Comes Alive![32] \| - \| \| 17. April 1976 – 23. April 1976 1 Woche (insgesamt 5) \| 5 \| Eagles \| Their Greatest Hits (1971–1975) \| - \| \| 24. April 1976 – 30. April 1976 1 Woche (insgesamt 7) \| 7 \| Wings \| Wings at the Speed of Sound[33] \| - \| \| 1. Mai 1976 – 14. Mai 1976 2 Wochen (insgesamt 2) \| 2 \| Led Zeppelin \| Presence[34] \| - \| \| 15. Mai 1976 – 28. Mai 1976 2 Wochen (insgesamt 2) \| 2 \| The Rolling Stones \| Black and Blue[35] \| - \| \| 29. Mai 1976 – 4. Juni 1976 1 Woche (insgesamt 7) \| 7 \| Wings \| Wings at the Speed of Sound \| - \| \| 5. Juni 1976 – 18. Juni 1976 2 Wochen (insgesamt 4) \| 4 \| The Rolling Stones \| Black And Blue \| - \| \| 19. Juni 1976 – 23. Juli 1976 5 Wochen (insgesamt 7) \| 7 \| Wings \| Wings At The Speed Of Sound \| - \| \| 24. Juli 1976 – 30. Juli 1976 1 Woche (insgesamt 10) \| 10 \| Peter Frampton \| Frampton Comes Alive! \| - \| \| 31. Juli 1976 – 13. August 1976 2 Wochen (insgesamt 1) \| 1 \| George Benson \| Breezin'[36] \| - \| \| 14. August 1976 – 3. September 1976 3 Wochen (insgesamt 10) \| 10 \| Peter Frampton \| Frampton Comes Alive! \| - \| \| 4. September 1976 – 10. September 1976 1 Woche (insgesamt 1) \| 1 \| Fleetwood Mac \| Fleetwood Mac[37] \| - \| \| 11. September 1976 – 15. Oktober 1976 5 Wochen (insgesamt 10) \| 10 \| Peter Frampton \| Frampton Comes Alive! \| - \| \| 16. Oktober 1976 – 31. Dezember 1976 11 Wochen (insgesamt 11) \| 11 \| Stevie Wonder \| Songs in the Key of Life[38] \| - \| |                                        |                                        |                                        |                           |
| ← 1975 |                                        |                                        |                                        | → 1977 →                  |
| Zeitraum | Wo. ges.                               | Interpret                              | Titel                                  | Zusätzliche Informationen |
| (Zeitraum, Wochen auf Platz eins, Interpret, Titel, zusätzliche Informationen) |                                        |                                        |                                        |                           |
| 27. Dezember 1975 – 16. Januar 1976 3 Wochen (insgesamt 5) | 5                                      | Chicago                                | Chicago IX: Chicago's Greatest Hits    | -                         |
| 17. Januar 1976 – 6. Februar 1976 3 Wochen (insgesamt 3) | 3                                      | Earth, Wind & Fire                     | Gratitude                              | -                         |
| 7. Februar 1976 – 12. März 1976 5 Wochen (insgesamt 5) | 5                                      | Bob Dylan                              | Desire                                 | -                         |
| 13. März 1976 – 9. April 1976 4 Wochen (insgesamt 5) | 5                                      | Eagles                                 | Their Greatest Hits (1971–1975)        | -                         |
| 10. April 1976 – 16. April 1976 1 Woche (insgesamt 10) | 10                                     | Peter Frampton                         | Frampton Comes Alive!                  | -                         |
| 17. April 1976 – 23. April 1976 1 Woche (insgesamt 5) | 5                                      | Eagles                                 | Their Greatest Hits (1971–1975)        | -                         |
| 24. April 1976 – 30. April 1976 1 Woche (insgesamt 7) | 7                                      | Wings                                  | Wings at the Speed of Sound            | -                         |
| 1. Mai 1976 – 14. Mai 1976 2 Wochen (insgesamt 2) | 2                                      | Led Zeppelin                           | Presence                               | -                         |
| 15. Mai 1976 – 28. Mai 1976 2 Wochen (insgesamt 2) | 2                                      | The Rolling Stones                     | Black and Blue                         | -                         |
| 29. Mai 1976 – 4. Juni 1976 1 Woche (insgesamt 7) | 7                                      | Wings                                  | Wings at the Speed of Sound            | -                         |
| 5. Juni 1976 – 18. Juni 1976 2 Wochen (insgesamt 4) | 4                                      | The Rolling Stones                     | Black And Blue                         | -                         |
| 19. Juni 1976 – 23. Juli 1976 5 Wochen (insgesamt 7) | 7                                      | Wings                                  | Wings At The Speed Of Sound            | -                         |
| 24. Juli 1976 – 30. Juli 1976 1 Woche (insgesamt 10) | 10                                     | Peter Frampton                         | Frampton Comes Alive!                  | -                         |
| 31. Juli 1976 – 13. August 1976 2 Wochen (insgesamt 1) | 1                                      | George Benson                          | Breezin'                               | -                         |
| 14. August 1976 – 3. September 1976 3 Wochen (insgesamt 10) | 10                                     | Peter Frampton                         | Frampton Comes Alive!                  | -                         |
| 4. September 1976 – 10. September 1976 1 Woche (insgesamt 1) | 1                                      | Fleetwood Mac                          | Fleetwood Mac                          | -                         |
| 11. September 1976 – 15. Oktober 1976 5 Wochen (insgesamt 10) | 10                                     | Peter Frampton                         | Frampton Comes Alive!                  | -                         |
| 16. Oktober 1976 – 31. Dezember 1976 11 Wochen (insgesamt 11) | 11                                     | Stevie Wonder                          | Songs in the Key of Life               | -                         |